# 我是殭屍 (電視劇)
《我是殭屍》（英語：iZombie）是一部改編自DC漫畫旗下品牌Vertigo出品，由克里斯·羅伯森和麥可·歐爾雷德創作之同名漫畫。由《美眉校探》主創羅伯·湯瑪斯與製作黛安·路傑羅-萊特共同開創，蘿絲·麥可佛領銜主演，於2015年3月17日在The CW開播的美國電視劇。
本劇獲得影評家的好評，並在2018年5月11日，獲The CW第5季續訂，為劇集的最終季，已於2019年8月1日播畢。

## 劇情
醫學院學生麗芙·摩爾原本過著拘謹嚴肅的生活，直到某夜參加了一個船上派對而被抓傷變成了殭屍。變成殭屍的她必須食用大腦來維持自己的人性，所以麗芙改行擔任驗屍官；然而;她只能嚐到辣味的存在这也使她變得愛吃辣。变成殭屍還使她;能夠讀取所食用的大腦中的記憶，并且继承大脑主人的習慣與性格。麗芙決定運用此能力來幫助他人，並協助她的上司拉維與克萊夫警探一同破解多件神祕謀殺案。

## 集數
| 季數 | 集数 | 集数 | 首播日期      | 首播日期      |
| 季數 | 集数 | 集数 | 首映          | 季终          |
| ---- | ---- | ---- | ------------- | ------------- |
| 1    | 13   | 13   | 2015年3月17日 | 2015年6月9日  |
| 2    | 19   | 19   | 2015年10月6日 | 2016年4月12日 |
| 3    | 13   | 13   | 2017年4月4日  | 2017年6月27日 |
| 4    | 13   | 13   | 2018年2月26日 | 2018年5月28日 |
| 5    | 13   | 13   | 2019年5月2日  | 2019年8月1日  |

## 登場人物
| 演員                     | 角色              | 登場季數        | 登場季數        | 登場季數        | 登場季數        | 登場 集數 |
| 演員                     | 角色              | 1               | 2               | 3               | 4               | 登場 集數 |
| ------------------------ | ----------------- | --------------- | --------------- | --------------- | --------------- | --------- |
| 蘿絲·麥可佛              | 麗芙·摩爾         | 主演            | 主演            | 主演            | 主演            | 58        |
| 馬坎·古德溫              | 克萊夫·巴比諾     | 主演            | 主演            | 主演            | 主演            | 58        |
| 勞爾·柯利                | 拉維·查克拉巴蒂   | 主演            | 主演            | 主演            | 主演            | 58        |
| 羅伯特·伯克利            | 梅傑·莉莉懷特     | 主演            | 主演            | 主演            | 主演            | 58        |
| 大衛·安德斯              | 布萊恩·迪比爾斯   | 主演            | 主演            | 主演            | 主演            | 50        |
| 艾莉·蜜雪卡              | 佩頓·查爾斯       | 常設            | 常設            | 主演            | 主演            | 38        |
| 羅伯特·克耐普            | 安格斯·麥當諾     | Does not appear | 常設            | 常設            | 主演            | 15        |
| 布拉德利·詹姆斯          | 洛威爾·崔西       | 常設            | Does not appear | Does not appear | Does not appear | 5         |
| 史蒂文·韋柏              | 范恩·杜·克拉克    | 常設            | 常設            | Does not appear | Does not appear | 11        |
| 莫莉·哈根                | 伊娃·摩爾         | 常設            | 客串            | Does not appear | Does not appear | 5         |
| 金川弘敦                 | 鈴木              | 常設            | Does not appear | Does not appear | 客串            | 8         |
| 尼克·帕切斯              | 艾文·摩爾         | 常設            | 客串            | Does not appear | Does not appear | 6         |
| 阿萊克斯·保諾維奇        | 朱利安·杜邦       | 常設            | Does not appear | Does not appear | Does not appear | 8         |
| 戴倫·諾里斯              | 強尼·弗洛斯特     | 常設            | 客串            | 常設            | 常設            | 9         |
| 莎拉-貞·雷蒙             | 潔姬              | 常設            | Does not appear | Does not appear | Does not appear | 3         |
| 馬修·麥卡爾              | 賽巴斯欽·邁爾     | 常設            | Does not appear | Does not appear | Does not appear | 3         |
| 克里斯托佛·邁爾          | 傑羅姆            | 常設            | Does not appear | Does not appear | Does not appear | 2         |
| 布萊斯·哈奇森            | 史考特·艾伯哈特   | 常設            | Does not appear | Does not appear | Does not appear | 2         |
| 布萊斯·哈奇森            | 唐·伊             | Does not appear | 常設            | 常設            | 常設            | 37        |
| 萊恩·貝爾                | 傑米·杭           | 常設            | 客串            | 常設            | 客串            | 6         |
| 莉安·拉普（Leanne Lapp） | 莉塔              | 客串            | 常設            | Does not appear | Does not appear | 14        |
| 嘉莉·安妮·弗萊明         | 坎蒂·貝克         | 客串            | 常設            | 常設            | 常設            | 8         |
| 提姆·邱                  | AJ                | 客串            | Does not appear | 客串            | 常設            | 4         |
| 艾迪·詹米森              | 斯泰西·鮑斯       | Does not appear | 常設            | 常設            | 客串            | 10        |
| 里科·克蘭東尼            | 路·班尼戴托       | Does not appear | 常設            | Does not appear | 客串            | 3         |
| 安德蕾雅·薩維奇          | 薇薇安·史托爾     | Does not appear | 常設            | 常設            | Does not appear | 6         |
| 格雷格·芬利              | 德瑞克·豪洛威     | Does not appear | 常設            | 客串            | Does not appear | 9         |
| 潔西卡·哈蒙              | 黛爾·波齊歐       | Does not appear | 常設            | 常設            | 常設            | 26        |
| 柯特·伊凡斯              | 弗洛依德·布拉科斯 | Does not appear | 常設            | 常設            | 常設            | 15        |
| 亞尼·吉爾曼              | 加布瑞爾          | Does not appear | 常設            | Does not appear | Does not appear | 2         |
| 瑪茜·T·豪斯              | 戴佛              | Does not appear | 常設            | 常設            | Does not appear | 7         |
| 安德雷·翠克提            | 奇夫              | Does not appear | 常設            | 客串            | Does not appear | 12        |
| 沃爾西·布魯克斯          | 艾瑞克·瓦茲       | Does not appear | 常設            | Does not appear | Does not appear | 6         |
| 羅伯特·薩瓦多            | S·凱佛納          | Does not appear | 常設            | 常設            | 常設            | 21        |
| 柯林·勞倫斯              | 詹科              | Does not appear | 常設            | Does not appear | Does not appear | 6         |
| 布魯克·里昂              | 娜塔莉            | Does not appear | 客串            | 常設            | Does not appear | 3         |
| 傑森·杜林                | 查斯·葛雷夫斯     | Does not appear | Does not appear | 常設            | 常設            | 15        |
| 湯加伊·雀瑞薩            | 賈斯汀·貝爾       | Does not appear | Does not appear | 常設            | 客串            | 10        |
| 安德魯·考德威爾          | 哈利·強斯         | Does not appear | Does not appear | 常設            | Does not appear | 8         |
| 克莉絲緹娜·考克斯        | 凱蒂·卡普斯       | Does not appear | Does not appear | 常設            | Does not appear | 3         |
| 麥克·達帕                | A·K·佛特森        | Does not appear | Does not appear | 常設            | Does not appear | 3         |
| 馬太歐·敏戈              | 沃利·里德         | Does not appear | Does not appear | 常設            | Does not appear | 2         |
| 凱特·圖頓                | 史提夫            | Does not appear | Does not appear | 常設            | 常設            | 6         |
| 安吉拉·潔                | 凱芮·戈德         | Does not appear | Does not appear | 常設            | Does not appear | 7         |
| 艾拉·卡農                | 瑞秋·格林布雷特   | Does not appear | Does not appear | 常設            | Does not appear | 4         |
| 莎拉·傑根斯              | 香娜              | Does not appear | Does not appear | 常設            | Does not appear | 3         |
| 萊恩·傑佛森·布思         | 迪諾              | Does not appear | Does not appear | 常設            | 常設            | 10        |
| 丹尼爾·邦祖              | 勒馮·派奇         | Does not appear | Does not appear | Does not appear | 常設            | 8         |
| 妲恩·劉易斯              | 麗歐尼媽媽        | Does not appear | Does not appear | Does not appear | 常設            | 4         |
| 伊莎貝拉・維多維克       | 伊索貝兒·布魯姆   | Does not appear | Does not appear | Does not appear | 常設            | 4         |
| 潔德·佩頓                | 喬登·格拉德威爾   | Does not appear | Does not appear | Does not appear | 常設            | 7         |
| 傑克·曼利                | 費雪·韋伯         | Does not appear | Does not appear | Does not appear | 常設            | 5         |
| 亞當·格雷登·里德         | 哈布斯            | Does not appear | Does not appear | Does not appear | 常設            | 5         |
| 約翰·埃米特·特拉西       | 恩佐·蘭伯特       | Does not appear | Does not appear | Does not appear | 常設            | 6         |
| 吉亞科莫·貝薩托          | 拉斯·洛許         | Does not appear | Does not appear | Does not appear | 常設            | 8         |
| 梅麗莎·歐尼爾            | 素輝              | Does not appear | Does not appear | Does not appear | 常設            | 5         |
| 克莉絲蒂·賴恩            | 蜜雪兒·亨特       | Does not appear | Does not appear | Does not appear | 常設            | 6         |
| 彌迦·史誕奇              | 史坦              | Does not appear | Does not appear | Does not appear | 常設            | 5         |
| 肯·馬里諾                | 布蘭特·史東       | Does not appear | 客串            | 客串            | Does not appear | 2         |

### 主要人物
- 蘿絲·麥可佛 飾演 奧“麗芙”亞·摩爾（Olivia "Liv" Moore）

11月13日出生，華盛頓州西雅圖市法醫，前華盛頓大學醫學院的學生。在華盛頓船上派對上意外變成殭屍後，放棄了夢想改當法醫。經常壓抑自己想食用大腦的飢餓感，但也為了保持人性而不得不偶爾食用人腦，同時也因食用人腦而能短暫繼承大腦主人的記憶和習性，之後更開始利用自己的能力來協助克萊夫破案。
- 馬坎·古德溫（英语：Malcolm Goodwin） 飾演 克萊夫·巴比諾（Clive Babinaux）

西雅圖警局凶殺組警探，曾待過風化局。得知麗芙擁有「通靈」的能力（實際上為殭屍的能力），而常與麗芙合作破案。在追緝「混沌殺手」時，因麗芙為拯救梅傑而將真相告訴他，使他得知殭屍的存在。
- 勞爾·柯利（英语：Rahul Kohli） 飾演 拉維·查克拉巴蒂（Ravi Chakrabarti）

西雅圖市主任法醫，麗芙的上司，電玩狂，知道麗芙的秘密，並協助和保護她，同時也在研究殭屍解藥。在麗芙的撮合下，與梅傑成為室友。曾於美國疾病控制與預防中心工作過，但因太癡迷生化武器的研究而被解僱。成功研製出把殭屍變回正常人的解藥，但由於材料數目不足，且材料的來源不明，所以只能製造兩個人份量的解藥，同時該批解藥亦有著致命的副作用。在重新獲得華盛頓派對當晚的烏托片後，再度研製了解藥，並要麗芙抓傷他，好讓自己成為殭屍，並作為解藥白老鼠。
- 羅伯特·伯克利 飾演 梅傑·納森尼爾·莉莉懷特（Major Nathaniel Lilywhite）

麗芙的前未婚夫，同麗芙畢業於華盛頓大學，為青少年中心的社工。麗芙為了他的未來而選擇在變成殭屍後離開他，但他仍與麗芙維持朋友關係，後成為拉維的室友。意外發現朱利安的惡行，並試圖與之對抗，後來更懷疑自己患有精神疾病。在了結布萊恩的手下們時被布萊恩刺傷，臨死前受麗芙感染為殭屍，但他卻對麗芙感到不諒解，因此麗芙向他施打了解藥使其變回正常人。之後成為極狂怒公司的運動教練，並在受威脅的情況下協助范恩獵殺在外的殭屍（實際上僅迷昏冷凍），成為社會版頭條上的「混沌殺手」，並因此染上毒癮。在殲滅范恩後，因世人對他的成見，使他決定加入菲爾摩-葛雷夫斯企業。由於第一批解藥產生副作用，使他退化成殭屍，因此必須施打第二次解藥變回人類，但在殭屍同夥們遭到殺害後，他決心為殭屍奮戰而三度變成殭屍。
- 大衛·安德斯 飾演 布萊恩·迪比爾斯（Blaine DeBeers）

本名：布萊恩·麥當諾（Blaine McDonough），前身為毒販的殭屍，造成麗芙殭屍化的關鍵人物，因為吸食的毒品和提神飲料混合產生的副作用而變成殭屍，之後開始藉挖墓來獲得大腦。本想與麗芙合作但被拒絕，因此開始將他人感染成殭屍來加以利用、建立勢力，並組織了人腦送餐集團。後因麗芙為阻止其惡行，而向他注射了解藥，使其變回正常人。變回正常人的他，改行殯葬業以取得販賣給殭屍的大腦，並策畫扳倒鮑斯成為西雅圖大毒梟。因解藥副作用而失憶，個性因此轉好，並一心想痛改前非，直到父親威脅他的生命，他因此設計奪取父親的供腦事業。
- 艾莉·蜜雪卡 飾演 佩頓·查爾斯（Peyton Charles）

華盛頓州金縣助理檢察官，後升為檢察官，是麗芙最好的朋友兼室友。在得知麗芙的殭屍身份初期，因難以接受而離家，後釋懷回歸，並發誓要打擊毒品罪犯。後來成為府城為西雅圖市長的弗洛依德的幕僚。
- 羅伯特·克耐普 飾演 安格斯·麥當諾（Angus McDonough）

布萊恩疏遠的富老爸，遭到布萊恩感染成為殭屍。

### 其他人物
- 布拉德利·詹姆斯 飾演 洛威爾·崔西（Lowell Tracy）

樂團主唱，同為被感染的殭屍。第一眼就認出麗芙的殭屍身分，後主動追求麗芙，成為麗芙的男友。和麗芙預謀了結布萊恩，卻反遭布萊恩殺害。
- 史蒂文·韋柏 飾演 范恩·杜·克拉克（Vaughn Du Clark）

能量飲料公司－極狂怒（Max Rager）CEO，為警方的眼中釘，利用梅傑來幫自己去獵殺殭屍。因殭屍實驗一發不可收拾，最後被發狂殭屍及莉塔食下腦袋而亡。
- 里科·克蘭東尼 飾演 路·班尼戴托（Lou Benedetto）

警探，負責許多臥底案件。
- 肯·馬里諾 飾演 布蘭特·史東（Brandt Stone）

一名有能力的律師。
- 莫莉·哈根（英语：Molly Hagan） 飾演 伊娃·摩爾（Eva Moore）

麗芙的母親，醫院管理者，常試圖幫助女兒脫離船上派對後的創傷。
- 金川弘敦 飾演 鈴木（Suzuki）

西雅圖警局警督，巴比諾的上司，真實身分是一名和布萊恩合作的殭屍，後自殺身亡。
- 尼克·帕切斯（Nick Purcha） 飾演 艾文·摩爾（Evan Moore）

麗芙的弟弟，個性溫和的高中生。第一季終意外遭逢肉店氣爆被炸傷，儘管已恢復，但仍對麗芙不輸血給他而感到不諒解。
- 阿萊克斯·保諾維奇（英语：Aleks Paunovic） 飾演 朱利安·杜邦（Julien Dupont）

綽號：糖果人（Candyman），殭屍，布萊恩手下，最後被梅傑炸死。
- 安德蕾雅·薩維奇（英语：Andrea Savage） 飾演 薇薇安·史托爾（Vivian Stoll）

菲爾摩-葛雷夫斯企業負責人，為一名殭屍，打算將西雅圖作為殭屍國度重鎮，後遭到企業內部激進分子的謀害，而葬身於直升機爆炸意外。
- 傑森·杜林 飾演 查斯·葛雷夫斯（Chase Graves）

薇薇安的小叔，菲爾摩-葛雷夫斯企業新負責人，曾和麗芙有一夜情，後查緝出麗芙是新的人口販子而下殺令，在行刑時被梅杰破壞行動遭麗芙殺死。
- 湯加伊·雀瑞薩（英语：Tongayi Chirisa） 飾演 賈斯汀·貝爾（Justin Bell）

梅傑的同事，和麗芙短暫交往過，因麗芙身體出軌而分手。
- 艾迪·詹米森 飾演 斯泰西·鮑斯（Stacey Boss）

西雅圖最凶狠與危險的犯罪頭目，控制著城市絕大多數的組織犯罪事件。後來因罪行揭露而潛逃出國，並暗中回國欲向布萊恩尋仇，卻反被布萊恩威脅經營海外人腦事業。
- 安德魯·考德威爾（英语：Andrew Caldwell (actor)） 飾演 哈利·強斯（Harley Johns）

一個憎恨殭屍的激進分子，在不小心被感染為殭屍後，不願接受此真相的他，引爆身上的炸彈，欲與殭屍們同歸於盡。
- 格雷格·芬利（英语：Greg Finley） 飾演 德瑞克·豪洛威（Drake Holloway）

布萊恩的交易人之一，因命危而被麗芙感染為一名殭屍而存活。為布萊恩安插在鮑斯手下的臥底，後與麗芙發展情愫，實際上為一名臥底警察。被范恩囚禁後，自願作為實驗對象，而變成發狂殭屍，最後在不得已的情況下，被麗芙了結。
- 戴倫·諾里斯（英语：Daran Norris） 飾演 強尼·弗洛斯特（Johnny Frost）

天氣預報員兼新聞主播，總是因花邊事蹟而沾上犯罪事件。在接種含有殭屍血的疫苗後，感染為殭屍。
- 丹尼爾·邦祖（Daniel Bonjour） 飾演 勒馮·派奇（Levon Patch）

紀錄片製作人兼冰上曲棍球球員，追隨著擁有理想的麗歐尼媽媽，和麗芙交往。
- 妲恩·劉易斯（英语：Dawnn Lewis） 飾演 麗歐尼媽媽（Mama Leone）

具人性的變節者，經營著出自善意的走私人口事業。
- 伊莎貝拉・維多維克（英语：Izabela Vidovic） 飾演 伊索貝兒·凱瑟琳·布魯姆（Isobel Katherine Bloom）

罹患絕症的女孩，擁有殭屍抗體。
- 莎拉-貞·雷蒙（英语：Sarah-Jane Redmond） 飾演 潔姬（Jackie）

被布萊恩感染的女性，與布萊恩維持激情關係，後因殺害了布萊恩的送貨小弟而遭布萊恩了結。
- 提姆·邱（英语：Tim Chiou） 飾演 AJ（AJ）

非法組織首腦，非常懼怕麗芙。
- 潔西卡·哈蒙（英语：Jessica Harmon） 飾演 黛拉絲·安妮·“黛爾”·波齊歐（Dallas Anne "Dale" Bozzio）

FBI探員，與克萊夫相戀，後因不知情「混沌殺手」的內幕真相，而無法諒解克萊夫的舉動並選擇分手。在知悉殭屍真相後，與克萊夫重修舊好，卻因意外接種含有殭屍血的疫苗，而感染為殭屍。
- 莉安·拉普 飾演 莉塔（Rita）

范恩·杜·克拉克的女助理兼私生女，以國稅局公務員「姬兒妲」（Gilda）之假身分成為麗芙的新室友，以進行監視、偵察的任務，後和梅傑搭上。之後意外被極狂怒公司的實驗殭屍感染，而變身殭屍。最後食下范恩的腦，並被梅傑了結。
- 布萊斯·哈奇森（Bryce Hodgson） 飾演 史考特·艾佛哈特（Scott Everhart）

唐諾的攣生兄弟。
- 布萊斯·哈奇森（Bryce Hodgson） 飾演 唐·伊（Don E.）

全名：唐諾·伊伯哈特（Donald Eberhard），史考特的攣生兄弟，布萊恩的合作夥伴，自願變成一名殭屍。
- 克莉絲緹娜·考克斯（英语：Christina Cox） 飾演 凱蒂·卡普斯（Katty Kupps）

美國疾病控制與預防中心長官，拉維的前上司。在調查一起傳染病時，不小心發現殭屍的存在，而遭凱芮殺害。
- 布魯克·里昂（英语：Brooke Lyons） 飾演 娜塔莉（Natalie）

殭屍妓女，對現今的生活感到不滿。受到梅傑的幫助，注射了解藥變回人類，卻因哈利爆炸案事件喪命。
- 羅伯特·薩瓦多（Robert Salvador） 飾演 S·凱佛納（Cavanaugh）

西雅圖警局警探。
- 麥克·達帕 飾演 A·K·佛特森（AK Fortesan）

菲爾摩-葛雷夫斯企業雇傭軍隊長，與薇薇安意外葬身於直升機爆炸意外。
- 柯特·伊凡斯（Kurt Evans） 飾演 弗洛依德·布拉科斯（Floyd Baracus）

西雅圖地方檢察署檢察官，與布萊恩關係匪淺，也為一名殭屍，後成為西雅圖市長。
- 瑪茜·T·豪斯（Marci T. House） 飾演 戴佛（Devore）

警探，後接替鈴木，升為西雅圖警局警督。
- 安德雷·翠克提（英语：Andre Tricoteux） 飾演 奇夫（Chief）

殭屍，布萊恩的手下，最後被鮑斯手下槍殺。
- 潔德·佩頓（Jade Payton） 飾演 喬登·格拉德威爾（Jordan Gladwell）

流離失所的殭屍少女，負有餵飽弟妹們的使命。
- 傑克·曼利（Jake Manley） 飾演 費雪·韋伯（Fisher Webb）

綽號西雅圖隊長（Captain Seattle），流浪的殭屍少年。
- 亞當·格雷登·里德（英语：Adam Reid） 飾演 哈布斯（Hobbs）

菲爾摩-葛雷夫斯企業成員，查斯的秘書。
- 約翰·埃米特·特拉西（John Emmet Tracy） 飾演 恩佐·蘭伯特（Enzo Lambert）

菲爾摩-葛雷夫斯企業安全部主管，為一名調查員。
- 凱特·圖頓（英语：Kett Turton） 飾演 史提夫（Steve）

綽號吸血鬼史提夫（Vampire Steve）。
- 馬修·麥卡爾（Matthew MacCaull） 飾演 賽巴斯欽·邁爾（Sebastian Meyer）

效力於極狂怒公司，在受命綁架麗芙時，意外被麗芙感染而成為一名殭屍，最後被麗芙了結。
- 亞尼·吉爾曼（英语：Yani Gellman） 飾演 加布瑞爾（Gabriel）

改過遷善的牧師，前販毒者。
- 沃爾西·布魯克斯（Wolsey Brooks） 飾演 艾瑞克·瓦茲（Eric Watts）

西雅圖警局同仁。
- 嘉莉·安妮·弗萊明（Carrie Anne Fleming） 飾演 坎蒂·貝克（Candy Baker）

布萊恩的化妝師，因和布萊恩發生關係而變成殭屍。
- 柯林·勞倫斯（英语：Colin Lawrence） 飾演 詹科（Janko）

范恩的隨侍兼保全，因攻擊麗芙而被拉維注射過量麻醉藥而亡。
- 克里斯托佛·邁爾（Christopher Meyer） 飾演 傑羅姆（Jerome）

梅傑在青少年中心關照的孩子，在找尋朋友的過程中慘遭不萊恩的毒手。
- 馬太歐·敏戈（Mataeo Mingo） 飾演 沃利·里德（Wally Reid）

殭屍小孩，克萊夫的舊鄰居。
- 安吉拉·潔（英语：Anjali Jay） 飾演 凱芮·戈德（Carey Gold）

菲爾摩-葛雷夫斯企業教育員，為內部激進分子，不支持薇薇安的殭屍島計畫，只想讓西雅圖成為殭屍重要據點，為此，她犯下了多起殺人事件，更散播了致命病毒。
- 吉亞科莫·貝薩托（Giacomo Baessato） 飾演 拉斯·洛許（Russ Roche）

菲爾摩-葛雷夫斯士兵，行事蠻橫。
- 梅麗莎·歐尼爾（英语：Melissa O'Neil） 飾演 素輝（Suki）

麗歐尼媽媽的手下，協助其走私人口的慈善事業。
- 克莉絲蒂·賴恩 飾演 蜜雪兒·亨特（Michelle Hunter）

西雅圖警局女警。
- 派屈克·加拉格爾（英语：Patrick Gallagher (actor)） 飾演 傑瑞米·朱（Jeremy Chu）

殭屍記者。
- 艾拉·卡農（Ella Cannon） 飾演 瑞秋·格林布雷特（Rachel Greenblatt）

攝影愛好者，實際上為一名記者。
- 莎拉·傑根斯（Sarah Jurgens） 飾演 香娜（Shawna）

喜歡梅傑的女子，在梅傑與其分手後，惡意中傷梅傑。
- 萊恩·貝爾（Ryan Beil） 飾演 傑米·杭（Jimmy Hahn）

西雅圖警局側寫師。
- 萊恩·傑佛森·布思（Ryan Jefferson Booth） 飾演 迪諾（Dino）

安格斯的手下，在安格斯失蹤後，開始為布萊恩效勞。
- 彌迦·史誕奇（Micah Steinke） 飾演 史坦（Stan）

麗歐尼媽媽的手下，協助其走私人口的慈善事業。

## 開發

### 製作

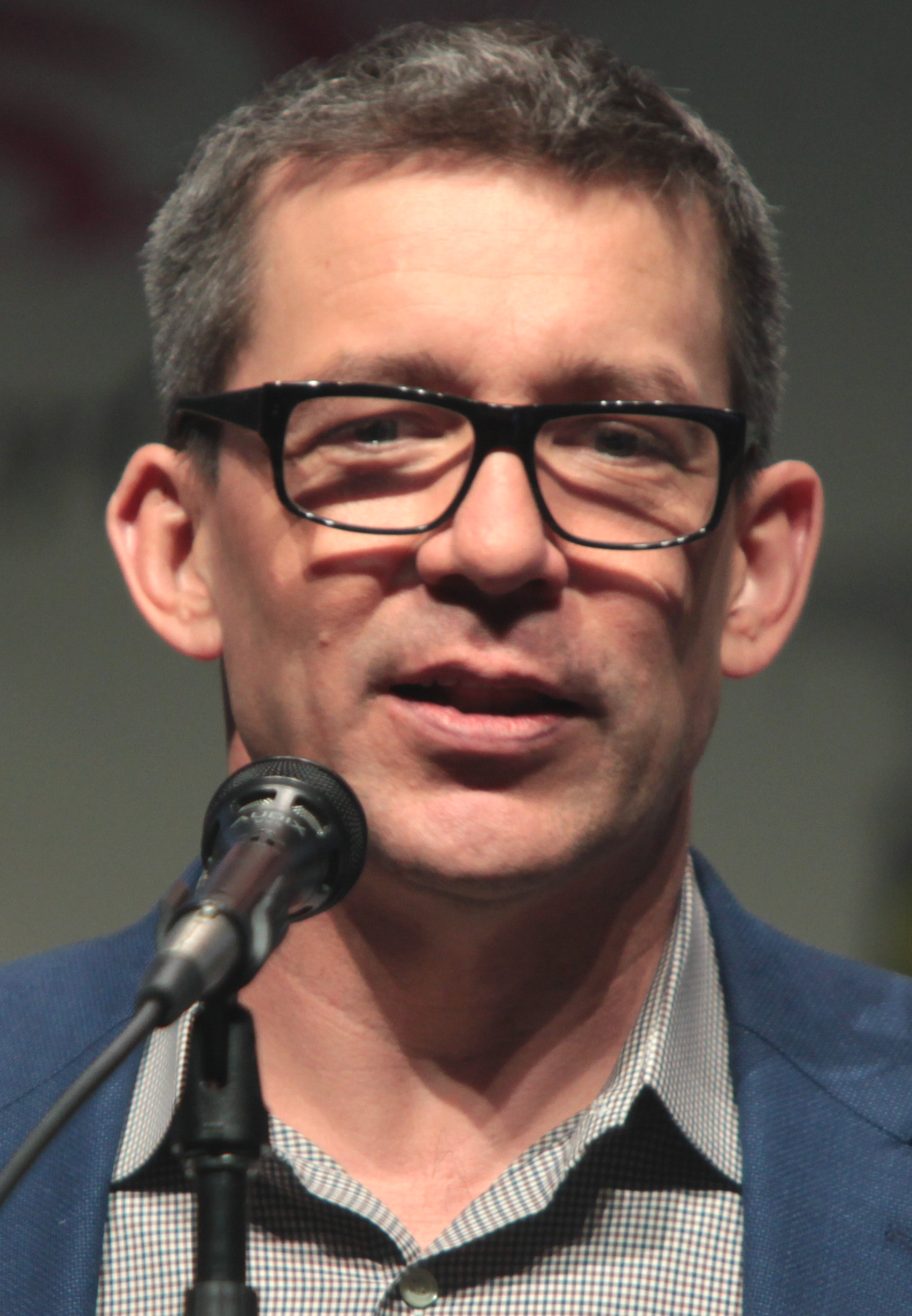
主創羅伯·湯瑪斯 (編劇)

在華納兄弟電視公司向羅伯·湯瑪斯提出開發本劇的同時，湯瑪斯正製作《美眉校探》的電影版。起初湯瑪斯拒絕了華納兄弟的提議，但在華納兄弟的堅持下，湯瑪斯最終還是接下了此劇。在《我是殭屍》之前，其實湯瑪斯試圖推銷自己的殭屍作品，但由於與AMC的人氣電視劇《屍行者》極為相像，因此他放棄了該計畫。
該系列的片頭由原著漫畫藝術家麥可·歐爾雷德負責繪製，主題曲〈Stop, I'm Already Dead〉則由Deadboy & The Elephantmen所創作。
2014年1月9日，The CW宣布預訂試播集。2014年5月8日，本劇正式獲得The CW系列預訂。2015年5月6日，The CW宣布續訂第2季。
2015年6月4日，湯瑪斯與華納兄弟簽屬了2年的全新合約，並會繼續主理本劇。
2015年10月5日，The CW宣布第2季追加5集劇本至18集。2015年11月23日，The CW宣布增訂第2季6集集數至19集。2016年3月11日，The CW宣布續訂第3季13集。2017年5月10日，The CW宣布續訂第4季。2018年5月11日，The CW宣布續訂第5季，並在17日證實該季為最終季。

### 選角

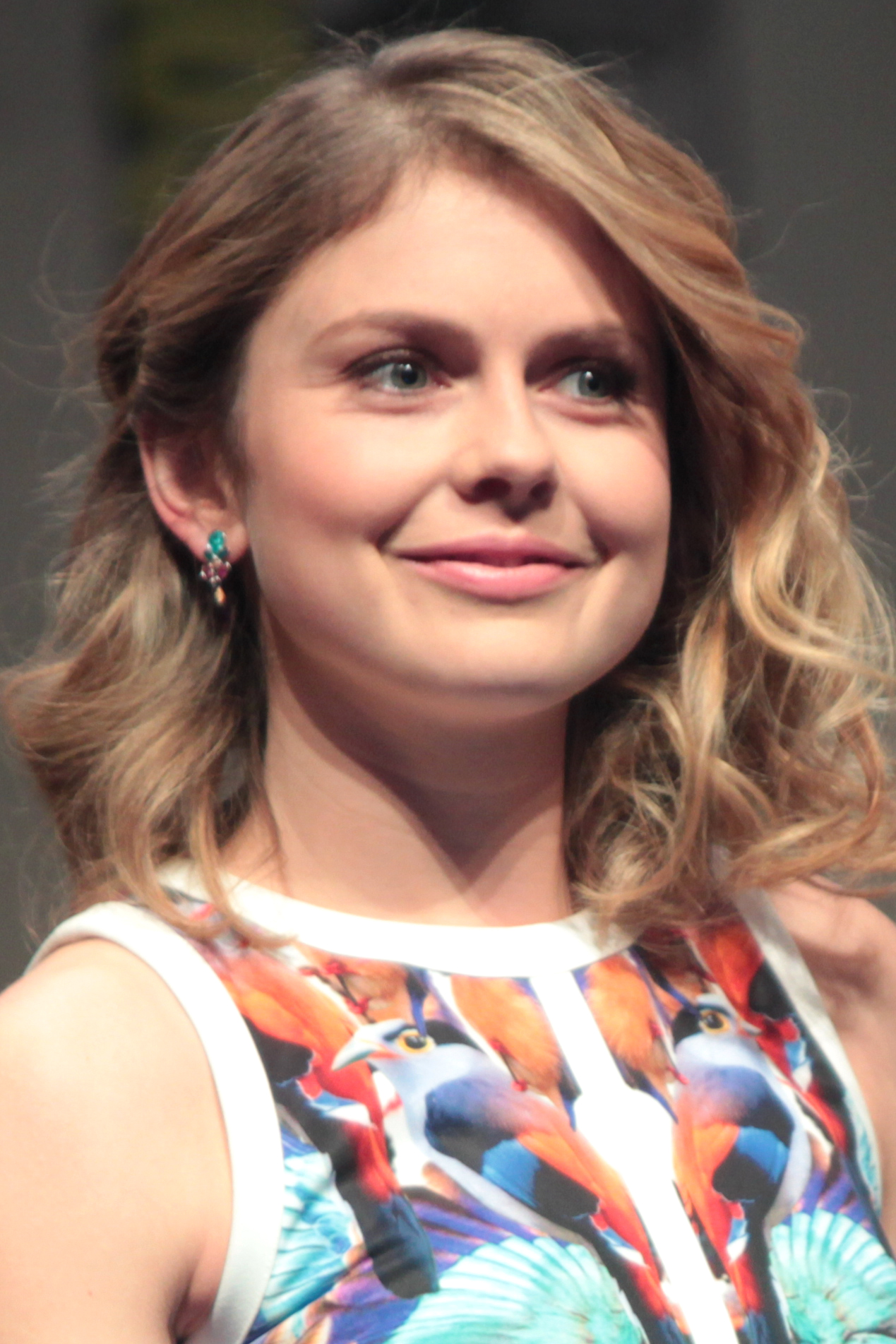
蘿絲·麥可佛飾演女主角麗芙·摩爾

2014年2月25日，《脫獄之王》馬坎·古德溫、《最後的男人》艾莉珊卓·克洛斯尼與《特務A》的大衛·安德斯為首批加入劇組的演員。古德溫將飾演在麗芙的幫助下得以破案的克萊夫警探；克洛斯尼將飾演麗芙的好友兼室友佩頓；安德斯則將飾演本劇的惡角布萊恩。3月7日，宣布《籃球兄弟》羅伯特·伯克利將飾演女主角麗芙的前未婚夫梅傑，並試著與麗芙維持朋友關係。3月11日，宣布諾拉·鄧恩將飾演醫院管理者兼女主角奧麗薇亞的母親伊娃·摩爾。隔日，確定參演過《童話鎮》與《性愛大師》的蘿絲·麥可佛將擔任本劇女主角奧「麗芙」亞·摩爾。3月17日，宣布英國裔演員勞爾·柯利將飾演富有高熱情又聰明，並會成為麗芙的朋友、夥伴與知己拉維·查克拉巴蒂博士。5月20日，宣布原由艾莉珊卓·克洛斯尼飾演的佩頓將重新選角；8月6日，確定改由艾莉·蜜雪卡飾演，而此角色亦從主要角色降為常設人物。8月20日，宣布莫莉·哈根將頂替諾拉·鄧恩飾演麗芙的母親，而湯瑪斯表示換角原因是該角色比預期中的作用還要小，因此礙於預算而做出了此決策。《心機女傭》茱蒂·雷耶斯、曾與主創於《美眉校探》合作的瑞安·漢森與博西·戴格斯三世、曾客串湯瑪斯開創之喜劇《派對狂歡》的斯蒂文·韋伯都將客串本劇。12月12日，宣布阿萊克斯·保諾維奇將飾演一名非常重要的常設人物。
2015年7月20日，宣布曾演出主創湯瑪斯作品《美眉校探》的亞當·羅斯（Adam Rose）將客串第2季首播集。8月5日，宣布羅伯特·克耐普將出演第2季飾演布萊恩的父親安格斯，其角色是個文雅、自信又成功的商人。12月29日，宣布《美眉校探》女主角克莉絲汀·貝兒將於第2季第17集〈作家的五十道陰影〉中客串聲演。
2016年1月6日，宣布《美眉校探》恩里克·克蘭東尼將飾演路·班尼戴托副警探，並登場於第2季第14集與第17集。3月4日，宣布與主創湯瑪斯同名同姓的火柴盒二十樂團主唱羅伯·湯瑪斯將在季終集客串飾演自己。3月18日，宣布《辣妻》安德蕾雅·薩維奇將飾演一名私人軍事承包商負責人。5月22日，宣布艾莉·蜜雪卡將於第3季被提升為主要演員。8月23日，宣布《金色年代》娜塔莉·艾琳·林德將客串第3季，飾演摯友遭到殺害的溫絲蘿·薩克利夫。10月7日，宣布於《美眉校探》中頗受粉絲喜愛的傑森·杜林將演出薇薇安的小叔查斯·葛雷夫斯，並預計在第3季第8集登場。11月1日，宣布電影《變形金剛》安德魯·考德威爾將飾演關鍵配角哈利·瓊斯。11月7日，宣布格雷格·芬利將會回歸客串第3季第10集，該集中麗芙將因食下的大腦而產生精神錯亂。
2017年7月21日，於聖地牙哥國際漫畫展會上，宣布飾演布萊恩父親安格斯的羅伯特·克耐普，將在第4季提升為主要演員。10月17日，宣布《陰屍路》丹尼爾·邦祖（Daniel Bonjour）加入第4季常設演員陣容，飾演紀錄片導演勒馮。
2018年3月22日，透露《瘋狂前女友》瑞秋·布魯姆將於4月9日播出的集數客串演出，飾演一名自命非凡卻死於非命的劇場女演員。

## 評價
本劇獲得電視影評家廣泛的好評。第1季於爛番茄整合的評論中獲得92%的新鮮度、平均得分7.65/10（51名評論家），評論家共識：「這是殭屍潮的一個新趨勢，《我是殭屍》讓人耳目一新，有望引起年輕人與成年觀眾的共鳴。」於Metacritic整合的評論中，獲得了74分（滿分100；30名評論家），屬普遍的好評。IGN的艾米·拉特克利夫（Amy Ratcliffe）給了試播集8.4/10的分數，稱讚其營造的氣氛和蘿絲·麥可佛的表現。《Dallas Observer》的姜仁九（Inkoo Kang）稱讚：「鮮豔奪目，孜孜不倦的機智」和「今夏最被低估的一個系列」。
第2季於爛番茄整合的評論中獲得100%的新鮮度、平均得分8.39/10（14名評論家），評論家共識：「《我是殭屍》順利地來到了第二季，喜劇和戲劇化的過程巧妙地諷刺了現代社會」。於Metacritic整合的兩則專業評論中，該季獲得了81.5分（滿分100；2名評論家），屬普遍的好評。
第三季於爛番茄整合的評論中再獲100%新鮮度、平均得分8.56/10（10名評論家）。於Metacritic整合的三則專業評論中，平均獲得了83分（滿分100；3名評論家），屬普遍的好評。
第四季於爛番茄整合的評論中，為本劇第三度獲100%新鮮度、平均得分7.96/10（8名評論家）。於Metacritic整合的三則專業評論中，平均獲得了78分（滿分100；3名評論家），屬普遍的好評。
評論家前十大電視節目排名
| 2015                                                          |
| ------------------------------------------------------------- |
| - No. 8 IndieWire - No. 6 洛杉磯時報（Robert Lloyd） - – 連線 |

## 收視
| 季數 | 播出時間（ET）                                    | 集數   | 首映          | 首映          | 季終          | 季終          | 電視季度 | 18–49歲 收視 排名 | 18–49歲 收視 平均 | 收視人数 排名 （百萬） | 平均 收視人数 （百萬） |
| 季數 | 播出時間（ET）                                    | 集數   | 日期          | 收視 （百萬） | 日期          | 收視 （百萬） | 電視季度 | 18–49歲 收視 排名 | 18–49歲 收視 平均 | 收視人数 排名 （百萬） | 平均 收視人数 （百萬） |
| ---- | ------------------------------------------------- | ------ | ------------- | ------------- | ------------- | ------------- | -------- | ----------------- | ----------------- | ---------------------- | ---------------------- |
| 1    | 星期二 21:00                                      | 13     | 2015年3月17日 | 2.29          | 2015年6月9日  | 1.45          | 2015     | 132               | 1.0               | 154                    | 2.51                   |
| 2    | 星期二 21:00（Ep 1–17, 19） 星期二 20:00（Ep 18） | 19     | 2015年10月6日 | 1.53          | 2016年4月12日 | 1.22          | 2015–16  | 131               | 0.8               | 140                    | 2.00                   |
| 3    | 星期二 21:00                                      | 13     | 2017年4月4日  | 0.95          | 2017年6月27日 | 0.86          | 2017     | 130               | 0.7               | 144                    | 1.56                   |
| 4    | 星期一 21:00                                      | 13     | 2018年2月26日 | 0.99          | 2018年5月28日 | 0.74          | 2018     | 139               | 0.5               | 143                    | 1.32                   |
| 5    | 待公布                                            | 待公布 | 待公布        | 待定          | 待公布        | 待定          | 2019     | 待定              | 待定              | 待定                   | 待定                   |

## 獎項
| 年度 | 大獎           | 獎項                                       | 入圍者                                                               | 結果 |
| ---- | -------------- | ------------------------------------------ | -------------------------------------------------------------------- | ---- |
| 2015 | 西南偏南電影節 | 集數獎                                     | 羅伯·湯瑪斯、黛安·路傑羅-萊特                                        | 提名 |
| 2015 | 利奧獎         | 最佳劇情類影集化妝獎                       | 安珀·特魯多、克莉絲塔·賽爾勒、瑪琳·西約史卓（集數：麗芙與克萊夫）    | 提名 |
| 2015 | 利奧獎         | 最佳劇情類影集髮型設計獎                   | 麗莎·倫納德、凱莉·溫特、安德蕾雅·辛普森（集數：麗芙與克萊夫）        | 獲獎 |
| 2015 | MTV粉絲大獎    | 最佳新粉絲獎                               | 最佳新粉絲獎                                                         | 獲獎 |
| 2015 | 青少年選擇獎   | 電視選擇獎：表現突出節目                   | 電視選擇獎：表現突出節目                                             | 提名 |
| 2016 | 利奧獎         | 最佳劇情類影集攝影獎                       | 邁克爾·威爾（集數：殭屍兄弟）                                        | 提名 |
| 2016 | 利奧獎         | 最佳劇情類影集化妝獎                       | 安珀·特魯多、瑪琳·西約史卓、寇瑞·羅伯茲、麗白卡·貝克（集數：手段頭） | 獲獎 |
| 2016 | 青少年選擇獎   | 電視選擇獎：科幻／奇幻類                   | 電視選擇獎：科幻／奇幻類                                             | 提名 |
| 2017 | 利奧獎         | 最佳劇情類影集攝影獎                       | 邁克爾·威爾（集數：垂涎大軍）                                        | 提名 |
| 2017 | 利奧獎         | 最佳劇情類影集製作設計獎                   | 馬修·巴簡（集數：垂涎大軍）                                          | 提名 |
| 2017 | 利奧獎         | 最佳劇情類影集化妝獎                       | 安珀·特魯多（集數：垂涎大軍）                                        | 提名 |
| 2017 | IGN人民選擇獎  | 最佳電視影集獎                             | 最佳電視影集獎                                                       | 提名 |
| 2017 | 青年演藝人獎   | 最佳客串青年男演員獎－電視影集（11歲以下） | 權西恩                                                               | 提名 |
| 2017 | 青少年選擇獎   | 電視選擇獎：喜劇類女演員                   | 蘿絲·麥可佛                                                          | 提名 |
| 2018 | 青年演藝人獎   | 最佳常設青年女演員獎－電視影集（13歲）     | 艾娃·弗萊                                                            | 提名 |

## 節目的變遷
| 華納電視頻道 - | 華納電視頻道 -              | 華納電視頻道 - |
| -------------- | --------------------------- | -------------- |
|                | 第一季 （2015年3月22日 - ） |                |
| —              | —                           |                |
| 華納電視頻道 - |                             |                |
| —              | 第二季 （2016年10月7日 - ） | —              |
| 華納電視頻道 - |                             |                |
| —              | 第三季 （2017年4月5日 - ）  | —              |
| 華納電視頻道 - |                             |                |
| —              | 第四季 （2018年2月7日 - ）  | —              |

## 外部連結
- 官方网站（英文）
- 互联网电影数据库（IMDb）上《我是殭屍》的资料（英文）
- 在Netflix上觀看《我是殭屍》